# Латвійський національний театр
56°57′13″ пн. ш. 24°06′18″ сх. д. / 56.953611111111° пн. ш. 24.105° сх. д.
Латві́йський націона́льний теа́тр (латис. Latvijas Nacionālais teātris) — театр у Ризі, заснований 30 листопада 1919 року на базі Другого Ризького міського театру.
Одним із ініціаторів створення театру був Яніс Акуратерс — латвійський письменник та, пізніше, очільник відділу мистецтв у міністерстві освіти країни.
Будівля театру споруджена 1902 року за проектом архітектора Аугуста Рейнберга початково для Другого Ризького міського театру. Велика зала театру розрахована на 850 місць.
В період радянської окупації (з 1940 до 1988) театр мав назву «Латвійський академічний театр драми ім. А. Упита» (LPSR Valsts Drāmas teātri), у роки німецької окупації (1942—1944) працював як «Ризький драматичний театр» (Rīgas Dramatisko teātri).
При всій широті репертуару, театр, будучи національним, прагне підтримувати оригінальну латиську драматургію.